# František Provazník
František Provazník (ur. 7 lutego 1948 w Pradze) – czeski wioślarz reprezentujący Czechosłowację, brązowy medalista olimpijski.

## Kariera
Wystąpił na igrzyskach olimpijskich w Monachium w 1972, gdzie osada Czechosłowacji w składzie: Otakar Mareček, Karel Neffe, Vladimír Jánoš, František Provazník i Vladimír Petříček zdobyła brązowy medal w czwórkach ze sternikiem. W wyścigu finałowym o 3,79 sekundy wyprzedziła ich osada RFN, a o 2,34 sekundy szybsza była osada NRD. Był to jego jedyny start olimpijski.
Ponadto zdobył również złoty medal w czwórkach ze sternikiem na mistrzostwach Europy w Moskwie (1973).
Po zakończeniu kariery został fotografem.